# 小行星4024
小行星4024（英語：4024 Ronan）是一颗围绕太阳公转的小行星。1981年11月24日，愛德華·鮑威爾在可可尼诺县发现了此天体。
这颗小行星的绝对星等为75.35207等。